# Noua Forță
Noua Forță (în italiană Forza Nouva; FN) este un partid italian de extremă-dreapta. Acesta a fost înființat de către Robert Fiore⁠(d) și Massimo Morsello. Partidul este membru al Alianței pentru Pace și Libertate și a fost parte a Alternativei Sociale⁠(d) între 2003 și 2006. FN a fost criticat pentru pozițiile sale radicale și pentru faptele violente comise de unii militanți asociați acestuia. De asemenea, este cunoscut pentru o serie de campanii politice împotriva căsătoriilor între persoane de același sex și imigrației.

## Platformă
Mișcarea politică susține că are ca scop „reconstrucția națională” prin înfăptuirea următoarelor obiective:
- Abrogarea legii avortului.[4]
- O politică socială care să încurajeze creșterea populației și familia tradițională.
- Opoziția față de imigrație și repatrierea imigranților recent ajunși în Italia .
- Lupta împotriva mafiei, interzicerea francmasoneriei și a tuturor societăților secrete, respectiv ieșirea din NATO și din sfera de influență a Statelor Unite.
- Lupta împotriva cămătăriei, eliminarea datoriei publice și abolirea capitalismului.
- Restaurarea tratatul de la Lateran dintre statul italian și biserica catolică.
- Apărarea identității naționale.
- Abrogarea legilor Mancino⁠(d) și Scelba care - din punctul de vedere al Forza Nuova - distrug libertatea.
- Înființarea de bresle pentru protecția lucrătorilor.
- Legi pentru eliminarea veniturilor bancare seigniorage⁠(d).
- Naționalizarea următoarelor sectoare: sănătate, banca centrală, băncile comerciale și industriile strategice.
- „Recuperarea religiozității creștine” și a „credinței în Biserica Catolică”.[4]

Noua Forță este și eurosceptică. Roberto Fiore, liderul FN, a declarat că dorește să se opună prin toate mijloacele legale posibile intrării în vigoare a Tratatului de la Lisabona .

## Legături externe
- it  Site oficial al partidului Noua Forță Arhivat în 27 mai 2020, la Wayback Machine.